# Overite
La overite è un minerale.